# Cliona rhodensis
Cliona rhodensis är en svampdjursart som beskrevs av Rützler och Stanley Willard Bromley 1981. Cliona rhodensis ingår i släktet Cliona och familjen borrsvampar. Inga underarter finns listade i Catalogue of Life.